# Паніпатська битва (1526)
Паніпатська битва 1526 року або Перша паніпатська битва — битва, що відбулася між силами Бабура, афганського правителя та нащадка Тимура і Чингізхана, та делійського султана Ібрагіма Лоді. Завдяки широкомасштабному використанню польової артилерії військам моголів вдалося розгромити численно більші сили делійського султана. Ця битва зазвичай вважається моментом виникнення Імперії Великих Моголів, що протягом наступних двох століть домінувала на більшій частині Південної Азії.